# Anomaly (album, Ace Frehley)
Anomaly je třetí sólové studiové album kytaristy Ace Frehleyho, vydané 15. září 2009 vydavatelstvím Bronx Born Records. Většinu alba produkoval sám Ace Frehley s Frankem Munozem a Marti Frederiksenem. Album bylo věnováno Ericu Carrovi (bubeník skupiny Kiss), Dimebagu Darrellovi (kytarista skupiny Pantery) a Les Paulovi. Album obdrželo pozitivní recenze, na žebříčku Billboard 200 skončilo na 27. místě. Album bylo vydáno dvacet let od alba Trouble Walkin' (1989).

## Skladby
| Pořadí | Název                        | Autor                                    | Délka |
| ------ | ---------------------------- | ---------------------------------------- | ----- |
| 1.     | Foxy & Free                  | Ace Frehley                              | 3:43  |
| 2.     | Outer Space                  | Frehley, Jesse Mendez, David Askew       | 3:48  |
| 3.     | Pain in the Neck             | Frehley                                  | 4:18  |
| 4.     | Fox on the Run (Sweet cover) | Andy Scott, Brian Connolly, Steve Priest | 3:34  |
| 5.     | Genghis Khan                 | Frehley                                  | 6:08  |
| 6.     | Too Many Faces               | Frehley                                  | 4:22  |
| 7.     | Change the World             | Frehley                                  | 4:11  |
| 8.     | Space Bear                   | Frehley                                  | 5:24  |
| 9.     | A Little Below the Angels    | Frehley                                  | 4:17  |
| 10.    | Sister                       | Frehley                                  | 4:48  |
| 11.    | It's a Great Life            | Frehley                                  | 4:00  |
| 12.    | Fractured Quantum            | Frehley                                  | 6:19  |

## Obsazení
- Ace Frehley – rytmická a sólová kytara, zpěv, baskytara (2, 5, 9, 11, 12)

### Hostující
- Anthony Esposito – baskytara
- Derek Hawkins – rytmická kytara (2)
- Anton Fig – bicí
- Marti Frederiksen – klávesy, rytmická kytara (4, 9), bicí (12)
- Scot Coogan – bicí (10), doprovodný zpěv (3, 10)
- Brian Tichy – bicí (4)